# Албатрос (ТВ драма)
Албатрос је српска телевизијска драма из 2011. године. Режирао ју је Филип Чоловић, а сценарио је написао Братислав Петковић.